# راتومير دويكوفيتش
راتومير دويكوفيتش، من مواليد 24 فبراير 1946، لاعب كرة قدم يوغسلافي سابق، ومدرب كرة قدم صربي حالي.
لعب مع منتخب يوغسلافيا لكرة القدم.

## روابط خارجية
- راتومير دويكوفيتش على موقع قاعدة بيانات كرة القدم.إي يو (الإنجليزية)
- راتومير دويكوفيتش على موقع ناشيونال فوتبول تيمز (الإنجليزية)
- راتومير دويكوفيتش على موقع عالم كرة القدم.نت (الإنجليزية)
- راتومير دويكوفيتش على موقع أوليمبيديا (الإنجليزية)